# Hjalmar August Schiøtz
Hjalmar August Schiøtz (ur. 9 lutego 1850 w Stavanger, zm. 8 grudnia 1927) – norweski lekarz okulista.
Studiował medycynę w Oslo, Wiedniu i Paryżu. Od 1884 kierował polikliniką otolaryngologiczno-okulistyczną w Oslo. Pracując w Paryżu razem z Louisem Émilem Javalem opracował keratometr, a w 1905 roku wynalazł tonometr, znany dziś jako tonometr Schiøtza.